# Вебстер, Виктор
Виктор Вебстер (англ. Victor Webster; род. 7 февраля 1973 года, Калгари, Альберта, Канада) — канадский киноактёр, наибольшую известность получивший благодаря ролям в сериалах «Мутанты Икс», «Зачарованные» и «Мелроуз Плэйс», а также в фильмах серии «Царь скорпионов».

## Биография
Виктор Вебстер родился 7 февраля 1973 года в Калгари, Альберта в Канаде, в семье полицейского Джека и Розвиты Вебстер. Имеет: итальянские, немецкие, французские, шотландские и испанские корни.
Будучи подростком, доставлял родителям много проблем. Чтобы куда-то пробиться, Виктор решил овладеть боевыми искусствами и заняться кикбоксингом, в конце концов, став обладателем чёрного пояса. В школе участвовал в различных постановках. Вскоре устраивается на работу биржевым маклером.

## Карьера
Первым публичным появлением Виктора стало фото на обложке журнала «Cosmopolitan» в 1998 году в специальном выпуске «All About Men». Виктора замечают и приглашают сниматься в мыльную оперу «Дни нашей жизни» канала NBC.
В 2000 году снялся обнажённым для женского журнала «Playgirl». После двух лет съёмок в мыльной опере Виктора приглашают на одну из главных ролей в телесериал «Мутанты Икс» 2001 года. Сериал в считанные дни становится популярным. Снявшись в трёх сезонах, Вебстер уходит. Следующей его работой стала романтическая комедия «Дом вверх дном» с Куин Латифой в главной роли.
В 2006 году Вебстер появляется в финальном восьмом сезоне популярного сериала «Зачарованные» в роли Купидона и впоследствии мужа одной из главных героинь Фиби Холливелл. В 2009 году снимается в сериале «Мелроуз Плэйс» и «Остров Харпера» — в обоих проектах его коллегой становится актриса Кэти Кэссиди. С 2012 года снимается в сериале «Континуум». В 2012 году Виктор снялся в главной роли в фильме «Царь скорпионов 3: Восстание мертвецов», а к выходу в 2014 году готовится продолжение «Царь скорпионов: Потерянный трон».

## Избранная фильмография

### Кино
| Кино | Кино                                       | Кино                                       | Кино                            | Кино           |
| Год  | Название                                   | В оригинале                                | Роль                            | Примечания     |
| ---- | ------------------------------------------ | ------------------------------------------ | ------------------------------- | -------------- |
| 2001 | Страна банд                                | Gangland                                   | Джоуи                           |                |
| 2002 | Исполнитель желаний 4: Пророчество сбылось | Wishmaster 4: The Prophecy Fulfilled       | Охотник                         | сразу на видео |
| 2003 | Дом вверх дном                             | Bringing Down The House                    | Глен                            |                |
| 2005 | Грязная любовь                             | Dirty Love                                 | Ричард                          |                |
| 2005 | Любовь к собакам обязательна               | Must Love Dogs                             | Пит                             |                |
| 2006 | Зачарованные                               | Charmed                                    | Купидон (Куп)                   |                |
| 2008 | Сердце дракона                             | Heart Of A Dragon                          | Рик Хэнсен                      |                |
| 2009 | Суррогаты                                  | Surrogates                                 | Лопес                           |                |
| 2010 | Зачем мы женимся снова?                    | Why Did I Get Married Too?                 | Рэй                             |                |
| 2010 | Горящие пальмы                             | Burning Palms                              | Пауло                           |                |
| 2011 | Диагноз любовь                             | Coming & Going                             | Рабочий                         |                |
| 2012 | Царь скорпионов 3: Восстание мертвецов     | The Scorpion King 3: Battle For Redemption | Метаяс                          | сразу на видео |
| 2013 |                                            | Ragin Cajun Redneck Gators                 | Тристан                         |                |
| 2013 | В объятиях вампира                         | Embrace Of The Vampire                     | Профессор Брендан Коул / Стефан |                |
| 2014 | Царь скорпионов 4: Утерянный трон          | The Scorpion King: The Lost Throne         | Метаяс                          | сразу на видео |
| 2023 | Тайна Омелового переулка                   | Mystery on Mistletoe Lane                  | Дэвид                           |                |

### Телевидение
| Телевидение | Телевидение                       | Телевидение                                | Телевидение           | Телевидение                         |
| Год         | Название                          | В оригинале                                | Обязанности           | Примечания                          |
| ----------- | --------------------------------- | ------------------------------------------ | --------------------- | ----------------------------------- |
| 1998-1999   | Любовь и тайны Сансет Бич         | Sunset Beach                               | Роджер                | 3 эпизода                           |
| 1999        | Лот                               | The Lot                                    | Виктори Менсфилд      |                                     |
| 1999        | Дни нашей жизни                   | Days of Our Lives                          | Николас Аламэйн       | 4 эпизода                           |
| 2000        | Убийство в клубе Чиппендейлс      | The Chippendales Murder                    | Марк Кароло           | телевизионный фильм                 |
| 2001        | Спасатели Малибу                  | Baywatch                                   | Лайал Гарретт         | эпизод «My Father, The Hero»        |
| 2001        | Бекер                             | Becker                                     | Крэйг                 | эпизод «The More You Know»          |
| 2001        | Девушки с характером              | V.I.P.                                     | Дин МакДжи            | эпизод «Valzheimer’s»               |
| 2001-2004   | Мутанты Икс                       | Mutant X                                   | Бреннан Малрей        | 66 эпизодов                         |
| 2003        | Секс в большом городе             | Sex & The City                             | Чип Кил-Кини          | эпизод «To Market, To Market»       |
| 2005        | Лас-Вегас                         | Las Vegas                                  | Эстефан               | эпизод «Hide & Sneak»               |
| 2005        | Непостижимо                       | Inconceivable                              | Сэм Маррак            | эпизод «Secrets & Thighs»           |
| 2005        | Ноев ковчег                       | Noah’s Arc                                 | Бретт                 | эпизод «Love Is A Battlefield»      |
| 2005-2006   | Сёстры Сорелли                    | Related                                    | Марко                 | 4 эпизода                           |
| 2006        | Эмили говорит «Нет»               | Emily’s Reasons Why Not                    | Стен                  | пилотный эпизод                     |
| 2006        | Зачарованные                      | Charmed                                    | Куп                   | 7 эпизодов                          |
| 2006        | Риба                              | Reba                                       | Тренер Джордан        | эпизод «Let’s Get Physical»         |
| 2007        | C.S.I.: Место преступления Майами | CSI: Miami                                 | Роберто Чавес         | эпизод «Throwing Heat»              |
| 2007        | Морская полиция: Спецотдел        | NCIS: Naval Criminal Investigative Service | Дэйн Хоган            | эпизод «Sharif Returns»             |
| 2007        | Пески забвения                    | Sands Of Oblivion                          | Марк                  | телевизионный фильм                 |
| 2007        | Лунный свет                       | Moonlight                                  | Оуэн Хагганс          | эпизод «Fleur De Lis»               |
| 2007-2008   | Линкольнские высоты               | Lincoln Heights                            | Доктор Кристиан Марио | 6 эпизодов                          |
| 2008        | Грязь                             | Dirt                                       | Трей Полсон           | эпизод «And The Winner Is»          |
| 2009        | Остров Харпера                    | Harper’s Island                            | Хантер Дженинг        | 3 эпизода                           |
| 2009        | Преступления моды                 | Killer Hair                                | Вик Донован           | телевизионный фильм                 |
| 2009        | Преступления моды 2               | Hostile Makeover                           | Вик Донован           | телевизионный фильм                 |
| 2009        | Мелроуз Плэйс                     | Melrose Place                              | Калеб                 | 8 эпизодов                          |
| 2010        | Мыслить как преступник            | Criminal Minds                             | Уилльям Ходжес        | эпизод «Paradise»                   |
| 2010        | Кости                             | Bones                                      | Брэд Бэнсон           | эпизод «The Death Of The Queen Bee» |
| 2010-2011   | Касл                              | Castle                                     | Джош Дэвидсон         | 4 эпизода                           |
| 2011        | Морская полиция: Лос-Анджелес     | NCIS: Los Angeles                          | Стэнли Кинг           | эпизод «The Job»                    |
| 2011        | До смерти красива                 | Drop Dead Diva                             | Гэри Райс             | эпизод «False Alarm»                |
| 2011        | Одинокие девушки                  | Single Ladies                              | Амадео Галилео        | эпизод «Old Dogs, New Tricks»       |
| 2011        | Необходимая жестокость            | Necessary Roughness                        | Тед Каннивале         | эпизод «Habit Forming»              |
| 2011        | C.S.I.: Место преступления        | CSI: Crime Scene Investigation             | Билл Пернин           | эпизод «Brain Doe»                  |
| 2011        | Бывшие                            | The Exes                                   | Боб                   | эпизод «Lutz & The Real Girl»       |
| 2012        | Щенячья любовь                    | Puppy Love                                 | Бен                   | телевизионный фильм                 |
| 2012        | Белый воротничок                  | White Collar                               | Эрик Данхэм           | эпизод «Gloves Off»                 |
| 2012-2015   | Континуум                         | Continuum                                  | Карлос Фоннегра       | 42 эпизода                          |
| 2013        | Проект SERA                       | Project: SERA                              | Брайан                | 4 эпизода                           |
| 2013        | Надломленные души                 | Cracked                                    | Эллиотт Белк          | эпизод «The Light In Black»         |

### Короткометражные фильмы
| Короткометражные фильмы | Короткометражные фильмы           | Короткометражные фильмы | Короткометражные фильмы | Короткометражные фильмы |
| Год                     | Название                          | В оригинале             | Обязанности             |                         |
| ----------------------- | --------------------------------- | ----------------------- | ----------------------- | ----------------------- |
| 2006                    | Человечество против понедельников | Man vs. Monday          | Пол                     |                         |
| 2006                    | Это жизнь                         | Life Happens            | Чак                     |                         |
| 2010                    | Идиоты                            | Idiots                  | Парень-робот            |                         |
| 2011                    | Изгнание                          | Expulsion               | Роберт                  |                         |
| 2012                    | Проект SERA                       | Project: S.E.R.A.       | Брайан                  |                         |